# Mythopoeic Society
La Mythopoeic Society (‘sociedad mitopoéica’, frecuentemente abreviada como MythSoc) es una asociación cultural sin ánimo de lucro estadounidense dedicada al estudio de «la mitopoeia»: la fantasía y la literatura fantástica. El grupo se centra fundamentalmente, pero no en exclusiva, en las obras de J. R. R. Tolkien, Charles Williams y C. S. Lewis. Estos escritores fueron miembros de los Inklings, una sociedad literaria informal que se reunía semanalmente en las habitaciones de Lewis en el Magdalen College de Oxford, desde los años 1930 hasta 1949. Con un objetivo algo más amplio, es el equivalente corresponsal de la Sociedad Tolkien en los Estados Unidos.
La palabra «mitopoeia» significa, según sus raíces griegas, ‘generación de mitos’. Esta palabra fue acuñada por J. R. R. Tolkien en su poema Mitopoeia, para hacer referencia al paradigma de la subcreación: los autores a cuyo estudio se dedica la organización crearon universos imaginarios (Arda, Narnia...), completos y coherentes, en los que desarrollar sus historias. La literatura mitopoéica es, por tanto, aquella que crea o altera significativamente una mitología completa, y estos nuevos elementos mitológicos toman suficiente relevancia en la obra literaria como para influir en la vida espiritual, moral o creativa de sus personajes, y reflejan y dan soporte a los temas elegidos por el autor.

## Historia
La Mythopoeic Society fue fundada en 1967 por Glen H. GoodKnight, tras el éxito de un concurrido picnic organizado en Los Ángeles en septiembre de ese año para celebrar el cumpleaños de Bilbo y Frodo. Compuesta originalmente por grupos de debate radicados en el área de Los Ángeles, pronto se expandió con ramas de la organización por todos los Estados Unidos. En 1972, tras haber aprobado sus estatutos y haberse establecerse administrativamente como organización sin ánimo de lucro (bajo la sección 501(c)(3) del código de California) el año anterior, absorbió a la Tolkien Society of America. En su 25 aniversario, en 1992, la sociedad contaba con unos 900 asociados en 15 países (de Japón a Australia y de Rusia al Nepal), puesto que, aunque la organización es fundamentalmente estadounidense, la membresía está abierta a todos los que leen, estudian o escriben en los géneros del mito y la fantasía.

## Publicaciones
La sociedad produce tres publicaciones periódicas:
- Mythprint, que es un boletín mensual de noticias sobre las actividades de la sociedad, críticas de libros y artículos.
- Mythlore incluye artículos revisados por pares sobre el mundo del mito y la fantasía en general.
- The Mythic Circle es una recopilación anual de ficción y poesía inéditas.

Además de las publicaciones periódicas, la sociedad mantiene una editorial propia, llamada The Mythopoeic Press, para publicar material de y sobre escritores de mitopoeia y literatura fantástica, especialmente enfocada en el mundo de los Inklings. Las obras publicadas incluyen materiales descatalogados o libros inéditos, colecciones de artículos cortos, ensayos y otro material de estudio.

## Actividades
La sociedad promociona grupos de debate locales en todos los Estados Unidos y la celebración de la «Annual Mythopoeic Conference», también conocida como «Mythcon», que se ha venido celebrando en campus de institutos o universidades diversos, fundamentalmente en los Estados Unidos, desde la «Mythcon I» en 1970. El año anterior, en 1969 se había celebrado una «Narnia Conference», de ámbito e intenciones más limitadas. «Mythcon XX» se celebró en Vancouver (Columbia Británica, Canadá) en 1989; «Mythcon XXIII» en el Keble College de Oxford (Reino Unido) en 1992 como parte de The J. R. R. Tolkien Centenary Conference (‘conferencia del centenario de J. R. R. Tolkien’), concelebrada con la Tolkien Society; y «Mythcon XXXVI» en 2005 se celebró en la Universidad de Aston, en Birmingham (Reino Unido), en combinación con Tolkien 2005 - 50 Years of The Lord of the Rings (‘Tolkien 2005, 50 años de El Señor de los Anillos’), también organizada por la Tolkien Society. «Mythcon XLII» será la primera de esta serie de conferencias anuales que se celebre en Nuevo México, concretamente del 15 al 18 de julio de 2011 en Albuquerque.

## Mythopoeic Awards
Desde 1971 la Mythopoeic Society ha otorgado una serie de premios anuales a trabajos destacados. Aunque  empezaron siendo dos premios (uno literario y otro acedémico), en 1991 el premio literario se dividió en dos categorías: el Mythopoeic Fantasy Award for Adult Literature (‘premio de fantasía mitopoéica para literatura adulta’) y el Mythopoeic Fantasy Award for Children’s Literature (‘premio de fantasía mitopoéica para literatura infantil’); y ese mismo año se empezó a entregar el Mythopoeic Scholarship Award in Myth and Fantasy Studies (‘premio de estudio mitopoéico para estudios sobre mitos y fantasía’), a libros académicos sobre otros autores específicos en la línea y tradición de los Inklings, o a trabajos más generales en los géneros del mito y la fantasía; que se sumó al tradicional Mythopoeic Scholarship Award in Inklings Studies (‘premio de estudio mitopoéico para trabajos sobre los Inklings’) que se otorga a libros sobre J. R. R. Tolkien, C. S. Lewis o Charles Williams que contengan aportaciones significativas al estudio sobre los Inklings. Para los premios de estudio, son candidatos los libros publicados durante los tres años precedentes al premio, incluso los finalistas de años anteriores.
Cada año, los premiados son seleccionados por un jurado voluntario de la Sociedad, y publicados y entregados en el banquete que cierra la «Mythcon» de ese año. Físicamente, los premios son una reproducción a escala de uno de los leones de la entrada de la Biblioteca Pública de Nueva York, por lo que, inevitablemente, los premios son motejados como «Aslanes».